# Acrodonte
La definizione acrodonte definisce lo sviluppo di un dente che avviene sopra l'osso della mascella.
Usata anche in Paleontologia per la classificazione ed il riconoscimento di ritrovamenti fossili.